# بریس ۳
بریس ۳ (به فرانسوی: Brice 3) فیلمی محصول سال ۲۰۱۶ و به کارگردانی جیمز هاث است. در این فیلم بازیگرانی همچون ژان دوژاردن، کلوویس کرنیاک، برونو سالومون، آلان لنویر، لویی-دو دو لانکسن و کاترینا گری ایفای نقش کرده‌اند.
این فیلم دنباله فیلم بریس از نیس است.